# Sonatine
Eine Sonatine (oder italienisch und spanisch Sonatina) ist eine kleine Sonate, leichtverständlich und leicht zu spielen; während Sonaten im 18. Jahrhundert zunehmend umfangreicher und schwerer wurden, richteten sich Sonatinen an Amateure und dienten als Unterrichtsliteratur. Der erste Satz der Sonatine hat entweder keine oder nur eine sehr kurze Durchführung, die Zahl der Sätze ist meistens zwei oder drei.

## Sätze

### Der erste Satz
Der erste Satz einer Sonatine ist zumeist in der Sonatenhauptsatzform geschrieben, somit ist der Begriff Durchführung hier als Auseinandersetzung mit den in der Exposition vorgestellten Themen zu verstehen, nicht als Begriff in der Fugenkomposition.
Er wird normalerweise schnell gespielt (allegro oder ähnliches).

### Der zweite Satz
Der zweite Satz ist langsam (andante, adagio, largo). Es kann sich auch um ein Menuett oder Scherzo handeln. Wenn die Sonatine nur zwei Sätze hat, ist es auch möglich, dass der erste Satz ein langsamer ist und der zweite ein schneller, beispielsweise bei Beethovens Sonatine op. 49, Nr. 1 in g-moll für Klavier. In dieser trägt die Sonatenhauptsatzform des ersten Satzes den Titel Andante, es folgt der zweite (schnellere) Satz mit einem Rondo: Allegro.

### Der dritte Satz
Auch dieser ist oftmals ein schneller Satz. Es handelt sich fast immer ebenfalls um eine Sonatenhauptsatzform oder ein Rondo.

## Komponisten
Bekannte Sonatinen bzw. Sonatinas für Klavier des 18. Jahrhunderts stammen beispielsweise von Georg Benda, Anton Diabelli, Muzio Clementi und Friedrich Kuhlau. Sonatinen für Gitarre wurden von Niccolò Paganini, Joseph Küffner, Matteo Carcassi und im 20. Jahrhundert von Manuel Ponce komponiert.